# Яблунівська сільська територіальна громада
Яблунівська сільська громада — територіальна громада в Україні, у Прилуцькому районі Чернігівської області. Адміністративний центр село — Яблунівка.
12 червня 2020 року Яблунівська сільська громада утворена у складі Білошапківської, Дубовогаївської, Крутоярівської, Ковтунівської, Сергіївської та Яблунівської рад Прилуцького району.

## Населенні пункти
До складу громади входять 9 сіл: Білошапки, Дубовий Гай, Запереводське, Ковтунівка, Крутоярівка, Сергіївка, Сухоліски, Яблунівка та Яблунівське.

## Старостинські округи[2]
- Біошапківський
- Дубогаївський
- Крутоярівський
- Ковтунівський
- Сергіївський